# Felice Borgoglio
Felice Borgoglio (Alessandria, 11 agosto 1941) è un politico italiano.

## Biografia
Dal 1965 al 1967 è stato segretario nazionale della Federazione Giovanile Socialista Italiana. Successivamente è stato sindaco della sua città, Alessandria, dal 1972 al 1979, e poi deputato nazionale per il Partito Socialista Italiano, rimanendo alla Camera dal 1979 ininterrottamente fino al 1994. Nel PSI ha fatto parte della corrente di sinistra vicina a Riccardo Lombardi, al cui interno ha stretto un asse con Claudio Signorile.
Dopo la diaspora socialista, nel 1998 ha aderito ai Socialisti Democratici Italiani, con i quali è candidato alle elezioni europee del 1999, ottiene 2.832 preferenze nella circoscrizione nord-occidentale, non risulta eletto.
Nel 2004, al rientro in politica di Claudio Signorile, ha partecipato con lui alla fondazione del Movimento di "Unità Socialista", candidandosi alle elezioni europee del 2004 nella lista Socialisti Uniti per l'Europa costituita insieme al Nuovo PSI (Circoscrizione Italia Nord Occidentale), senza risultare eletto.
Dopo il rifiuto del Nuovo PSI di staccarsi dal centrodestra, Borgoglio ha approvato la decisione di Signorile di confluire con Movimento di Unità Socialista nello SDI e nella Rosa nel Pugno, con la quale Borgoglio si è candidato alle elezioni politiche del 2006 nella circoscrizione Piemonte 2, senza risultare eletto.
Successivamente aderisce al ricostituito Partito Socialista Italiano guidato da Riccardo Nencini, di cui per qualche tempo è stato anche responsabile nazionale economia.